# Katažina Sosna
Katažina Sosna (* 30. November 1990 in Vilnius) ist eine litauische Radrennfahrerin, die auf der Straße und im Mountainbikesport aktiv ist.

## Sportlicher Werdegang
Ihre Karriere im Radsport begann Sosna beim Straßenradsport. Im Jahr 2010 wurde sie Mitglied im damaligen Team Vaiano-Riverauto, bei dem sie bis 2015 unter Vertrag blieb. 2010 gewann sie die Litauischen Meisterschaften im Einzelzeitfahren, bis 2014 stand sie jedes Jahr wieder auf dem Podium. Bei den UEC-Straßen-Europameisterschaften 2010 und 2011 gewann sie jeweils die Bronzemedaille im Einzelzeitfahren der U23. Von 2010 bis 2014 nahm sie jedes Jahr am Giro d’Italia Internazionale Femminile teil, ihre beste Platzierung in der Gesamtwertung erzielte sie 2012 mit Platz 23. Ein Sieg auf internationaler Ebene blieb ihr auf der Straße verwehrt.
In der Saison 2015 wechselte Sosna zum Mountainbikesport, bereits in ihrem ersten Jahr wurde sie Litauische Meisterin im Cross-Country. Auch wenn sie noch mehrfach Meisterin im XCO wurde, gilt ihr Hauptaugenmerk dem Mountainbike-Marathon XCM. 2016 gewann sie im Marathon ihre erste nationale Meisterschaft sowie die Bronzemedaille bei den UEC-Mountainbike-Europameisterschaften. Es folgten weitere nationale Meistertitel und in der Saison 2021 Siege bei renommierten Marathons wie beim Roc d’Azur und dem Hero Dolomites. Damit sicherte sie sich auch die Gesamtwertung der reorganisierten UCI-Mountainbike-Marathon-Serie.
In den Jahren 2019 und 2020 startete Sosna nach einer Pause auch bei den nationalen Meisterschaften auf der Straße und gewann jeweils den Titel im Einzelzeitfahren.

## Erfolge

### Straße
| 2010 - Europameisterschaften (U23) – Zeitfahren - Litauische Meisterin – Zeitfahren 2011 - Europameisterschaften (U23) – Zeitfahren | 2019 - Litauische Meisterin – Zeitfahren 2020 - Litauische Meisterin – Zeitfahren |

### Mountainbike
| 2015 - Litauische Meisterin – Cross-Country XCO 2016 - Europameisterschaften – Marathon XCM - Litauische Meisterin – Cross-Country XCO - Litauische Meisterin – Marathon XCM 2017 - Litauische Meisterin – Marathon XCM 2018 - Litauische Meisterin – Marathon XCM - Hero Dolomites 2019 - Litauische Meisterin – Cross-Country XCO - Litauische Meisterin – Marathon XCM - Roc Marathon - o-tour Bike Obwalden | 2020 - Litauische Meisterin – Cross-Country XCO - Litauische Meisterin – Marathon XCM 2021 - Litauische Meisterin – Cross-Country XCO - Hero Dolomites - Roc d’Azur - Bike Maraton Jelenia Góra - Gesamtwertung UCI-Mountainbike-Marathon-Serie 2022 - MTB Sakarya Cup - Litauische Meisterin – Cross-Country XCO 2023 - Litauische Meisterin – Cross-Country XCO - Litauische Meisterin – Marathon XCM - Roc d’Azur - Andalucía Bike Race |